# Ukrajinská fotbalová asociace
Ukrajinská fotbalová asociace (ukrajinsky: Українська асоціація футболу) je řídícím orgánem fotbalu na Ukrajině. Je členem FIFA, UEFA a Národního olympijského výboru Ukrajiny. Organizuje Ukrajinskou fotbalovou reprezentaci, včetně ženského týmu a mládežnických reprezentací. Řídí také Ukrajinskou organizaci amatérského fotbalu. Organizuje nejvyšší soutěž v zemi zvanou Premjer-liha a Ukrajinský pohár. Sídlí v Kyjevě, poblíž Olympijského národního sportovního komplexu (adresa: Laboratornyi provulok, 7a). Asociace byla založena v roce 1991 během rozpadu Sovětského svazu. Její přímá předchůdkyně, Fotbalová federace Ukrajiny, vznikla roku 1932. První centrální fotbalová organizace na Ukrajině vznikla roku 1918 pod názvem Všeukrajinský fotbalový svaz v Charkově. První předsedou samostatné asociace se roku 1991 stal Viktor Bannikov, od 25. ledna 2024 asociaci vede slavný ukrajinský fotbalista Andrij Ševčenko.